# Torneo de Reservas de Venezuela 2020
El Torneo de Reservas de Venezuela 2020 de la temporada 2020 fue  la 2.ª edición de este torneo desde su creación en 2019. El torneo lo organizó la Federación Venezolana de Fútbol.
Un total de 8 equipos participaron en la competición, que son las filiales de 8 equipos de la Primera División de Venezuela 2020.
La temporada comenzó originalmente el 29 de febrero y se esperaba que culminara en diciembre con la final para definir el campeón absoluto. Sin embargo, para mediados de marzo se suspendió debido a la pandemia del COVID-19. El 15 de mayo de 2020 la FVF anunció la finalización del campeonato, dejando sin efecto los partidos jugados hasta el 9 de marzo.

## Aspectos generales

### Modalidad
El campeonato de Reservas constará de dos torneos: Apertura y Clausura; con una sola fase final. Los Torneos se jugarán con 2 grupos, de 7 equipos cada uno para hacer un total de 14 equipos, todos contra todos en cada grupo a una vuelta cada uno, con tabla de clasificación independiente. Una vez jugados torneos Apertura y Clausura, los mejores 8 de una tabla acumulada de ambos grupos clasifican a la liguilla (fase final) para definir al campeón.
La Tabla Acumulada, es la suma los resultados de las “Tablas Clasificatorias” de cada torneo corto; al final de la temporada.
Finalmente para determinar el Campeón de la temporada, se jugará una serie final con partidos de ida y vuelta entre los mejores 8 de la tabla acumulada.

## Equipos participantes

### Datos de los equipos
| Academia Puerto Cabello                 | Puerto Cabello | Carlos Maldonado   | Complejo Deportivo Socialista | 2  | -  |
| Deportivo Lara                          | Barquisimeto   | Leo González       | Metropolitano de Cabudare     | 8  | 1  |
| Lala FC                                 | Ciudad Guayana | Delvalle Rojas     | Cachamay                      | 1  | —  |
| Atlético Venezuela                      | Caracas        | Jaime de la Pava   | Brígido Iriarte               | 7  | —  |
| Caracas                                 | Caracas        | Noel Sanvicente    | Olímpico de la UCV            | 35 | 11 |
| Deportivo La Guaira                     | Caracas        | Daniel Farías      | Olímpico de la UCV            | 9  | —  |
| Deportivo Táchira                       | San Cristóbal  | Juan Tolisano      | Pueblo Nuevo                  | 45 | 8  |
| Estudiantes de Caracas                  | Caracas        | Daniel de Oliveira | Hermanos Ghersi               | 3  | —  |
| Estudiantes de Mérida                   | Mérida         | Martín Brignani    | Metropolitano de Mérida       | 47 | 2  |
| Llaneros de Guanare                     | Guanare        | Julio Quintero     | Rafael Pinto                  | 25 | —  |
| Metropolitanos                          | Caracas        | José María Morr    | Brígido Iriarte               | 4  | —  |
| Monagas                                 | Maturín        | por definir        | Monumental de Maturín         | 22 | 1  |
| Portuguesa                              | Araure         | José Parada        | José Antonio Páez             | 45 | 5  |
| Yaracuyanos F.C.                        | Yaracuy        | Jesús Alonso       | Florentino Oropeza            | 6  | —  |
| Zamora                                  | Barinas        | Alí Cañas          | Agustín Tovar                 | 13 | 4  |
| Datos actualizados el 17 agosto de 2019 |                |                    |                               |    |    |
| * Incluye temporada actual              |                |                    |                               |    |    |

## Tabla acumulada
Corresponde a la clasificación que obtienen los equipos durante la temporada 2020, es decir, la sumatoria de los puntos obtenidos en los dos torneos cortos (Torneo Apertura y Clausura); y donde la posición de cada equipo es independiente a la obtenida durante los 2 torneos anteriormente mencionados.
.
|     | Equipo                  | PJ | PG | PE | PP | GF | GC | DG | PTS |
| --- | ----------------------- | -- | -- | -- | -- | -- | -- | -- | --- |
| 1.  | Zamora F.C.             | 0  | 0  | 0  | 0  | 00 | 00 | 0  | 00  |
| 2.  | Academia Puerto Cabello | 0  | 0  | 0  | 0  | 00 | 00 | 0  | 00  |
| 3.  | Atlético Venezuela      | 0  | 0  | 0  | 0  | 00 | 00 | 0  | 00  |
| 4.  | Deportivo Lara          | 0  | 0  | 0  | 0  | 00 | 00 | 0  | 00  |
| 5.  | Portuguesa F.C.         | 0  | 0  | 0  | 0  | 00 | 00 | 0  | 00  |
| 6.  | Caracas F.C.            | 0  | 0  | 0  | 0  | 00 | 00 | 0  | 00  |
| 7.  | Deportivo La Guaira     | 0  | 0  | 0  | 0  | 00 | 00 | 0  | 00  |
| 8.  | Deportivo Táchira       | 0  | 0  | 0  | 0  | 00 | 00 | 0  | 00  |
| 9.  | Monagas S.C.            | 0  | 0  | 0  | 0  | 00 | 00 | 0  | 00  |
| 10. | A.C. Lala F.C.          | 0  | 0  | 0  | 0  | 00 | 00 | 0  | 00  |
| 11. | Metropolitanos F.C.     | 0  | 0  | 0  | 0  | 00 | 00 | 0  | 00  |
| 12. | Estudiantes de Caracas  | 0  | 0  | 0  | 0  | 00 | 00 | 0  | 00  |
| 13. | Estudiantes de Mérida   | 0  | 0  | 0  | 0  | 00 | 00 | 0  | 00  |
| 14. | Llaneros de Guanare     | 0  | 0  | 0  | 0  | 00 | 00 | 0  | 00  |

|  |

|  | Clasifican a la liguilla. |

### Evolución en las posiciones
| Carabobo F.C.           | 12 | 5  | 14 | 8  | 1  | 1  | 1  | 1  | 1  | 1  | 1  | 1  | 1  | 1  | 1  | 1  | 1  | 1  | 1  | 1 | 1 |
| Metropolitanos F.C.     | 16 | 15 | 9  | 4  | 11 | 6  | 2  | 2  | 3  | 7  | 9  | 10 | 11 | 13 | 13 | 8  | 5  | 6  | 12 |   |   |
| Mineros de Guayana      | 1  | 1  | 1  | 1  | 2  | 2  | 3  | 3  | 2  | 3  | 5  | 5  | 10 | 3  | 4  | 4  | 2  | 3  | 3  |   |   |
| Deportivo La Guaira     | 13 | 20 | 15 | 7  | 5  | 9  | 4  | 4  | 6  | 4  | 4  | 4  | 4  | 5  | 7  | 6  | 7  | 9  | 10 |   |   |
| Aragua F.C.             | 4  | 7  | 12 | 11 | 13 | 10 | 5  | 5  | 8  | 6  | 8  | 6  | 5  | 6  | 6  | 7  | 10 | 5  | 5  |   |   |
| Caracas F.C.            | 8  | 3  | 2  | 3  | 9  | 4  | 6  | 6  | 4  | 5  | 3  | 2  | 2  | 2  | 2  | 2  | 3  | 2  | 2  |   |   |
| Zamora F.C.             | 2  | 6  | 4  | 10 | 6  | 5  | 7  | 7  | 5  | 2  | 2  | 3  | 3  | 7  | 10 | 10 | 8  | 8  | 6  |   |   |
| Zulia F.C.              | 19 | 11 | 13 | 6  | 4  | 7  | 8  | 8  | 9  | 12 | 10 | 11 | 12 | 14 | 15 | 15 | 12 | 11 | 7  |   |   |
| Deportivo Táchira       | 5  | 9  | 5  | 9  | 10 | 14 | 9  | 9  | 7  | 10 | 6  | 9  | 7  | 4  | 5  | 5  | 6  | 7  | 9  |   |   |
| Estudiantes de Mérida   | 9  | 12 | 17 | 12 | 14 | 13 | 10 | 10 | 11 | 9  | 7  | 8  | 6  | 9  | 3  | 3  | 4  | 4  | 4  |   |   |
| Monagas S.C.            | 3  | 2  | 3  | 2  | 3  | 3  | 11 | 11 | 12 | 8  | 12 | 13 | 8  | 10 | 9  | 9  | 11 | 14 | 13 |   |   |
| Estudiantes de Caracas  | 6  | 10 | 6  | 5  | 12 | 8  | 12 | 12 | 13 | 15 | 15 | 16 | 15 | 17 | 16 | 16 | 16 | 16 | 16 |   |   |
| Academia Puerto Cabello | 14 | 14 | 16 | 18 | 16 | 15 | 13 | 13 | 14 | 14 | 14 | 14 | 13 | 12 | 8  | 13 | 9  | 10 | 11 |   |   |
| Deportivo Lara          | 18 | 17 | 8  | 14 | 7  | 11 | 14 | 14 | 15 | 11 | 13 | 7  | 9  | 8  | 11 | 11 | 14 | 12 | 14 |   |   |
| Portuguesa F.C.         | 7  | 4  | 10 | 15 | 8  | 12 | 15 | 15 | 16 | 16 | 16 | 15 | 16 | 16 | 17 | 17 | 17 | 17 | 17 |   |   |
| Atlético Venezuela      | 11 | 13 | 7  | 16 | 17 | 16 | 16 | 16 | 10 | 13 | 11 | 12 | 14 | 11 | 12 | 12 | 13 | 13 | 8  |   |   |
| Llaneros de Guanare     | 10 | 18 | 18 | 13 | 15 | 17 | 17 | 17 | 17 | 18 | 18 | 19 | 19 | 20 | 20 | 18 | 18 | 18 | 18 |   |   |
| Trujillanos F.C.        | 17 | 8  | 11 | 17 | 18 | 18 | 18 | 18 | 20 | 17 | 17 | 17 | 17 | 18 | 19 | 19 | 19 | 19 | 19 |   |   |
| Lala F.C.               | 20 | 19 | 20 | 19 | 19 | 19 | 19 | 19 | 18 | 19 | 19 | 18 | 18 | 15 | 14 | 14 | 15 | 15 | 15 |   |   |
| Deportivo Anzoátegui    | 15 | 16 | 19 | 20 | 20 | 20 | 20 | 20 | 19 | 20 | 20 | 20 | 20 | 19 | 18 | 20 | 20 | 20 | 20 |   |   |

| 1. 2. 3. 4. 5. 6. 7. |

## Liguilla Final
Se realiza una liguilla conformada por los primeros ocho equipos de la tabla acumulada, los cuales se enfrentan de acuerdo a la posición obtenida. Se juega en tres fases a doble partido, donde el partido de vuelta se juega en casa del equipo que haya obtenido mejor posición durante el torneo. El vencedor de la liguilla se proclama campeón del Torneo de Reservas 2020.
|  | Cuartos de final | Cuartos de final | Cuartos de final | Cuartos de final | Cuartos de final |  |  | Semifinales | Semifinales | Semifinales | Semifinales | Semifinales |  |  | Final | Final | Final | Final | Final |  |
|  |                  |                  |                  |                  |                  |  |  |             |             |             |             |             |  |  |       |       |       |       |       |  |
|  |                  |                  |                  |                  |                  |  |  |             |             |             |             |             |  |  |       |       |       |       |       |  |
|  |                  |                  |                  |                  |                  |  |  |             |             |             |             |             |  |  |       |       |       |       |       |  |
|  |                  |                  |                  |                  |                  |  |  |             |             |             |             |             |  |  |       |       |       |       |       |  |
|  |                  |                  |                  |                  |                  |  |  |             |             |             |             |             |  |  |       |       |       |       |       |  |
|  |                  |                  |                  |                  |                  |  |  |             |             |             |             |             |  |  |       |       |       |       |       |  |
|  |                  |                  |                  |                  |                  |  |  |             |             |             |             |             |  |  |       |       |       |       |       |  |
|  |                  |                  | (p)              |                  |                  |  |  |             |             |             |             |             |  |  |       |       |       |       |       |  |
|  |                  |                  |                  |                  |                  |  |  |             |             |             |             |             |  |  |       |       |       |       |       |  |
|  |                  |                  |                  |                  |                  |  |  |             |             |             |             |             |  |  |       |       |       |       |       |  |
|  |                  |                  |                  |                  |                  |  |  |             |             |             |             |             |  |  |       |       |       |       |       |  |
|  |                  |                  |                  |                  |                  |  |  |             |             |             |             |             |  |  |       |       |       |       |       |  |
|  |                  |                  |                  |                  |                  |  |  |             |             |             |             |             |  |  |       |       |       |       |       |  |
|  |                  |                  |                  |                  |                  |  |  |             |             |             |             |             |  |  |       |       |       |       |       |  |
|  |                  |                  |                  |                  |                  |  |  |             |             |             |             |             |  |  |       |       |       |       |       |  |
|  |                  |                  |                  |                  |                  |  |  |             |             |             |             |             |  |  |       |       |       |       |       |  |
|  |                  |                  |                  |                  |                  |  |  |             |             |             |             |             |  |  |       |       |       |       |       |  |
|  |                  |                  |                  |                  |                  |  |  |             |             |             |             |             |  |  |       |       |       |       |       |  |
|  |                  |                  |                  |                  |                  |  |  |             |             |             |             |             |  |  |       |       |       |       |       |  |
|  |                  |                  | (v.)             |                  |                  |  |  |             |             |             |             |             |  |  |       |       |       |       |       |  |
|  |                  |                  |                  |                  |                  |  |  |             |             |             |             |             |  |  |       |       |       |       |       |  |
|  |                  |                  |                  |                  |                  |  |  |             |             |             |             |             |  |  |       |       |       |       |       |  |
|  |                  |                  |                  |                  |                  |  |  |             |             |             |             |             |  |  |       |       |       |       |       |  |
|  |                  |                  |                  |                  |                  |  |  |             |             |             |             |             |  |  |       |       |       |       |       |  |
|  |                  |                  |                  |                  |                  |  |  |             |             |             |             |             |  |  |       |       |       |       |       |  |

| Campeón    |
| (° Título) |

## Final del Torneo de Reservas
Esta final la disputarán los dos mejores equipos de la Liguilla Final, para definir al Campeón Absoluto de la temporada.
|  |  |  |  | Campeón del Torneo Apertura |
|  |  |  |  | Campeón del Torneo Clausura |

### Ida
| 1     | Guardameta     | Bandera de Venezuela           |  |
|       | Centrocampista | Bandera de Venezuela           |  |
|       | Defensa        | Bandera de Venezuela · Capitán |  |
|       | Defensa        | Bandera de Venezuela           |  |
|       | Defensa        | Bandera de Venezuela           |  |
|       | Centrocampista | Bandera de Venezuela           |  |
|       | Centrocampista | Bandera de Venezuela           |  |
|       | Centrocampista | Bandera de Venezuela           |  |
|       | Centrocampista | Bandera de Venezuela           |  |
|       | Delantero      | Bandera de Venezuela           |  |
|       | Delantero      | Bandera de Venezuela           |  |
| D. T. | D. T.          | Bandera de Venezuela           |  |

| 1     | Guardameta     | Bandera de Venezuela           |    |
|       | Defensa        | Bandera de Venezuela · Capitán |    |
|       | Defensa        | Bandera de Venezuela           |    |
|       | Defensa        | Bandera de Venezuela           |    |
|       | Defensa        | Bandera de Venezuela           |    |
|       | Centrocampista | Bandera de Venezuela           | 46 |
|       | Centrocampista | Bandera de Venezuela           |    |
|       | Centrocampista | Bandera de Venezuela           |    |
|       | Centrocampista | Bandera de Venezuela           |    |
|       | Delantero      | Bandera de Venezuela           |    |
|       | Delantero      | Bandera de Venezuela           |    |
| D. T. | D. T.          | Bandera de Venezuela           |    |

| 17 | Centrocampista | Bandera de Venezuela | Entró |
|    | Centrocampista | Bandera de Venezuela | Entró |
|    | Delantero      | Bandera de Venezuela | Entró |

| 15 | Centrocampista | Bandera de ? | Entró |
|    | Centrocampista | Bandera de ? | Entró |
|    | Delantero      | Bandera de ? | Entró |

| Anotado | Bandera de ? | 1 |

| Anotado | Bandera de ? |  |

| Amonestado | Bandera de ? |

| Amonestado | Bandera de ? |

| 1     | Guardameta     | Bandera de Venezuela           |  |
|       | Centrocampista | Bandera de Venezuela           |  |
|       | Defensa        | Bandera de Venezuela · Capitán |  |
|       | Defensa        | Bandera de Venezuela           |  |
|       | Defensa        | Bandera de Venezuela           |  |
|       | Centrocampista | Bandera de Venezuela           |  |
|       | Centrocampista | Bandera de Venezuela           |  |
|       | Centrocampista | Bandera de Venezuela           |  |
|       | Centrocampista | Bandera de Venezuela           |  |
|       | Delantero      | Bandera de Venezuela           |  |
|       | Delantero      | Bandera de Venezuela           |  |
| D. T. | D. T.          | Bandera de Venezuela           |  |

| 1     | Guardameta     | Bandera de Venezuela           |    |
|       | Defensa        | Bandera de Venezuela · Capitán |    |
|       | Defensa        | Bandera de Venezuela           |    |
|       | Defensa        | Bandera de Venezuela           |    |
|       | Defensa        | Bandera de Venezuela           |    |
|       | Centrocampista | Bandera de Venezuela           | 46 |
|       | Centrocampista | Bandera de Venezuela           |    |
|       | Centrocampista | Bandera de Venezuela           |    |
|       | Centrocampista | Bandera de Venezuela           |    |
|       | Delantero      | Bandera de Venezuela           |    |
|       | Delantero      | Bandera de Venezuela           |    |
| D. T. | D. T.          | Bandera de Venezuela           |    |

| 17 | Centrocampista | Bandera de Venezuela | Entró |
|    | Centrocampista | Bandera de Venezuela | Entró |
|    | Delantero      | Bandera de Venezuela | Entró |

| 15 | Centrocampista | Bandera de ? | Entró |
|    | Centrocampista | Bandera de ? | Entró |
|    | Delantero      | Bandera de ? | Entró |

| Anotado | Bandera de ? | 1 |

| Anotado | Bandera de ? |  |

| Amonestado | Bandera de ? |

| Amonestado | Bandera de ? |

| 1     | Guardameta     | Bandera de Venezuela           |  |
|       | Centrocampista | Bandera de Venezuela           |  |
|       | Defensa        | Bandera de Venezuela · Capitán |  |
|       | Defensa        | Bandera de Venezuela           |  |
|       | Defensa        | Bandera de Venezuela           |  |
|       | Centrocampista | Bandera de Venezuela           |  |
|       | Centrocampista | Bandera de Venezuela           |  |
|       | Centrocampista | Bandera de Venezuela           |  |
|       | Centrocampista | Bandera de Venezuela           |  |
|       | Delantero      | Bandera de Venezuela           |  |
|       | Delantero      | Bandera de Venezuela           |  |
| D. T. | D. T.          | Bandera de Venezuela           |  |

| 1     | Guardameta     | Bandera de Venezuela           |    |
|       | Defensa        | Bandera de Venezuela · Capitán |    |
|       | Defensa        | Bandera de Venezuela           |    |
|       | Defensa        | Bandera de Venezuela           |    |
|       | Defensa        | Bandera de Venezuela           |    |
|       | Centrocampista | Bandera de Venezuela           | 46 |
|       | Centrocampista | Bandera de Venezuela           |    |
|       | Centrocampista | Bandera de Venezuela           |    |
|       | Centrocampista | Bandera de Venezuela           |    |
|       | Delantero      | Bandera de Venezuela           |    |
|       | Delantero      | Bandera de Venezuela           |    |
| D. T. | D. T.          | Bandera de Venezuela           |    |

| 17 | Centrocampista | Bandera de Venezuela | Entró |
|    | Centrocampista | Bandera de Venezuela | Entró |
|    | Delantero      | Bandera de Venezuela | Entró |

| 15 | Centrocampista | Bandera de ? | Entró |
|    | Centrocampista | Bandera de ? | Entró |
|    | Delantero      | Bandera de ? | Entró |

| Anotado | Bandera de ? | 1 |

| Anotado | Bandera de ? |  |

| Amonestado | Bandera de ? |

| Amonestado | Bandera de ? |

| 1     | Guardameta     | Bandera de Venezuela           |  |
|       | Centrocampista | Bandera de Venezuela           |  |
|       | Defensa        | Bandera de Venezuela · Capitán |  |
|       | Defensa        | Bandera de Venezuela           |  |
|       | Defensa        | Bandera de Venezuela           |  |
|       | Centrocampista | Bandera de Venezuela           |  |
|       | Centrocampista | Bandera de Venezuela           |  |
|       | Centrocampista | Bandera de Venezuela           |  |
|       | Centrocampista | Bandera de Venezuela           |  |
|       | Delantero      | Bandera de Venezuela           |  |
|       | Delantero      | Bandera de Venezuela           |  |
| D. T. | D. T.          | Bandera de Venezuela           |  |

| 1     | Guardameta     | Bandera de Venezuela           |    |
|       | Defensa        | Bandera de Venezuela · Capitán |    |
|       | Defensa        | Bandera de Venezuela           |    |
|       | Defensa        | Bandera de Venezuela           |    |
|       | Defensa        | Bandera de Venezuela           |    |
|       | Centrocampista | Bandera de Venezuela           | 46 |
|       | Centrocampista | Bandera de Venezuela           |    |
|       | Centrocampista | Bandera de Venezuela           |    |
|       | Centrocampista | Bandera de Venezuela           |    |
|       | Delantero      | Bandera de Venezuela           |    |
|       | Delantero      | Bandera de Venezuela           |    |
| D. T. | D. T.          | Bandera de Venezuela           |    |

| 17 | Centrocampista | Bandera de Venezuela | Entró |
|    | Centrocampista | Bandera de Venezuela | Entró |
|    | Delantero      | Bandera de Venezuela | Entró |

| 15 | Centrocampista | Bandera de ? | Entró |
|    | Centrocampista | Bandera de ? | Entró |
|    | Delantero      | Bandera de ? | Entró |

| Anotado | Bandera de ? | 1 |

| Anotado | Bandera de ? |  |

| Amonestado | Bandera de ? |

| Amonestado | Bandera de ? |

### Vuelta
| 1     | Guardameta     | Bandera de Venezuela           |  |
|       | Centrocampista | Bandera de Venezuela           |  |
|       | Defensa        | Bandera de Venezuela · Capitán |  |
|       | Defensa        | Bandera de Venezuela           |  |
|       | Defensa        | Bandera de Venezuela           |  |
|       | Centrocampista | Bandera de Venezuela           |  |
|       | Centrocampista | Bandera de Venezuela           |  |
|       | Centrocampista | Bandera de Venezuela           |  |
|       | Centrocampista | Bandera de Venezuela           |  |
|       | Delantero      | Bandera de Venezuela           |  |
|       | Delantero      | Bandera de Venezuela           |  |
| D. T. | D. T.          | Bandera de Venezuela           |  |

| 1     | Guardameta     | Bandera de Venezuela           |    |
|       | Defensa        | Bandera de Venezuela · Capitán |    |
|       | Defensa        | Bandera de Venezuela           |    |
|       | Defensa        | Bandera de Venezuela           |    |
|       | Defensa        | Bandera de Venezuela           |    |
|       | Centrocampista | Bandera de Venezuela           | 46 |
|       | Centrocampista | Bandera de Venezuela           |    |
|       | Centrocampista | Bandera de Venezuela           |    |
|       | Centrocampista | Bandera de Venezuela           |    |
|       | Delantero      | Bandera de Venezuela           |    |
|       | Delantero      | Bandera de Venezuela           |    |
| D. T. | D. T.          | Bandera de Venezuela           |    |

| 32 | Centrocampista | Bandera de Venezuela | Entró |
|    | Centrocampista | Bandera de Venezuela | Entró |
|    | Delantero      | Bandera de Venezuela | Entró |

| 23 | Centrocampista | Bandera de ? | Entró |
|    | Centrocampista | Bandera de ? | Entró |
|    | Delantero      | Bandera de ? | Entró |

| Anotado | Bandera de ? | 1 |

| Anotado | Bandera de ? |  |

| Amonestado | Bandera de ? |

| Amonestado | Bandera de ? |

| 1     | Guardameta     | Bandera de Venezuela           |  |
|       | Centrocampista | Bandera de Venezuela           |  |
|       | Defensa        | Bandera de Venezuela · Capitán |  |
|       | Defensa        | Bandera de Venezuela           |  |
|       | Defensa        | Bandera de Venezuela           |  |
|       | Centrocampista | Bandera de Venezuela           |  |
|       | Centrocampista | Bandera de Venezuela           |  |
|       | Centrocampista | Bandera de Venezuela           |  |
|       | Centrocampista | Bandera de Venezuela           |  |
|       | Delantero      | Bandera de Venezuela           |  |
|       | Delantero      | Bandera de Venezuela           |  |
| D. T. | D. T.          | Bandera de Venezuela           |  |

| 1     | Guardameta     | Bandera de Venezuela           |    |
|       | Defensa        | Bandera de Venezuela · Capitán |    |
|       | Defensa        | Bandera de Venezuela           |    |
|       | Defensa        | Bandera de Venezuela           |    |
|       | Defensa        | Bandera de Venezuela           |    |
|       | Centrocampista | Bandera de Venezuela           | 46 |
|       | Centrocampista | Bandera de Venezuela           |    |
|       | Centrocampista | Bandera de Venezuela           |    |
|       | Centrocampista | Bandera de Venezuela           |    |
|       | Delantero      | Bandera de Venezuela           |    |
|       | Delantero      | Bandera de Venezuela           |    |
| D. T. | D. T.          | Bandera de Venezuela           |    |

| 32 | Centrocampista | Bandera de Venezuela | Entró |
|    | Centrocampista | Bandera de Venezuela | Entró |
|    | Delantero      | Bandera de Venezuela | Entró |

| 23 | Centrocampista | Bandera de ? | Entró |
|    | Centrocampista | Bandera de ? | Entró |
|    | Delantero      | Bandera de ? | Entró |

| Anotado | Bandera de ? | 1 |

| Anotado | Bandera de ? |  |

| Amonestado | Bandera de ? |

| Amonestado | Bandera de ? |

| 1     | Guardameta     | Bandera de Venezuela           |  |
|       | Centrocampista | Bandera de Venezuela           |  |
|       | Defensa        | Bandera de Venezuela · Capitán |  |
|       | Defensa        | Bandera de Venezuela           |  |
|       | Defensa        | Bandera de Venezuela           |  |
|       | Centrocampista | Bandera de Venezuela           |  |
|       | Centrocampista | Bandera de Venezuela           |  |
|       | Centrocampista | Bandera de Venezuela           |  |
|       | Centrocampista | Bandera de Venezuela           |  |
|       | Delantero      | Bandera de Venezuela           |  |
|       | Delantero      | Bandera de Venezuela           |  |
| D. T. | D. T.          | Bandera de Venezuela           |  |

| 1     | Guardameta     | Bandera de Venezuela           |    |
|       | Defensa        | Bandera de Venezuela · Capitán |    |
|       | Defensa        | Bandera de Venezuela           |    |
|       | Defensa        | Bandera de Venezuela           |    |
|       | Defensa        | Bandera de Venezuela           |    |
|       | Centrocampista | Bandera de Venezuela           | 46 |
|       | Centrocampista | Bandera de Venezuela           |    |
|       | Centrocampista | Bandera de Venezuela           |    |
|       | Centrocampista | Bandera de Venezuela           |    |
|       | Delantero      | Bandera de Venezuela           |    |
|       | Delantero      | Bandera de Venezuela           |    |
| D. T. | D. T.          | Bandera de Venezuela           |    |

| 32 | Centrocampista | Bandera de Venezuela | Entró |
|    | Centrocampista | Bandera de Venezuela | Entró |
|    | Delantero      | Bandera de Venezuela | Entró |

| 23 | Centrocampista | Bandera de ? | Entró |
|    | Centrocampista | Bandera de ? | Entró |
|    | Delantero      | Bandera de ? | Entró |

| Anotado | Bandera de ? | 1 |

| Anotado | Bandera de ? |  |

| Amonestado | Bandera de ? |

| Amonestado | Bandera de ? |

| 1     | Guardameta     | Bandera de Venezuela           |  |
|       | Centrocampista | Bandera de Venezuela           |  |
|       | Defensa        | Bandera de Venezuela · Capitán |  |
|       | Defensa        | Bandera de Venezuela           |  |
|       | Defensa        | Bandera de Venezuela           |  |
|       | Centrocampista | Bandera de Venezuela           |  |
|       | Centrocampista | Bandera de Venezuela           |  |
|       | Centrocampista | Bandera de Venezuela           |  |
|       | Centrocampista | Bandera de Venezuela           |  |
|       | Delantero      | Bandera de Venezuela           |  |
|       | Delantero      | Bandera de Venezuela           |  |
| D. T. | D. T.          | Bandera de Venezuela           |  |

| 1     | Guardameta     | Bandera de Venezuela           |    |
|       | Defensa        | Bandera de Venezuela · Capitán |    |
|       | Defensa        | Bandera de Venezuela           |    |
|       | Defensa        | Bandera de Venezuela           |    |
|       | Defensa        | Bandera de Venezuela           |    |
|       | Centrocampista | Bandera de Venezuela           | 46 |
|       | Centrocampista | Bandera de Venezuela           |    |
|       | Centrocampista | Bandera de Venezuela           |    |
|       | Centrocampista | Bandera de Venezuela           |    |
|       | Delantero      | Bandera de Venezuela           |    |
|       | Delantero      | Bandera de Venezuela           |    |
| D. T. | D. T.          | Bandera de Venezuela           |    |

| 32 | Centrocampista | Bandera de Venezuela | Entró |
|    | Centrocampista | Bandera de Venezuela | Entró |
|    | Delantero      | Bandera de Venezuela | Entró |

| 23 | Centrocampista | Bandera de ? | Entró |
|    | Centrocampista | Bandera de ? | Entró |
|    | Delantero      | Bandera de ? | Entró |

| Anotado | Bandera de ? | 1 |

| Anotado | Bandera de ? |  |

| Amonestado | Bandera de ? |

| Amonestado | Bandera de ? |

| Campeón |
| '       |

## Estadísticas
| Bandera de Venezuela                                                             |  | 00 | 00 | 0.00 |
| Bandera de Venezuela                                                             |  | 00 | 00 | 0.00 |
| Bandera de Venezuela                                                             |  | 00 | 00 | 0.00 |
| Bandera de Venezuela                                                             |  | 00 | 00 | 0.00 |
| Bandera de Venezuela                                                             |  | 00 | 00 | 0.00 |
| Bandera de Venezuela                                                             |  | 00 | 00 | 0.00 |
| Bandera de Venezuela                                                             |  | 00 | 00 | 0.00 |
| Bandera de Venezuela                                                             |  | 00 | 00 | 0.00 |
| Nota: * Incluye goles anotados en las Liguillas. * (A): Goleador Torneo Apertura |  |    |    |      |
| Última actualización: 17 de agosto de 2019                                       |  |    |    |      |
| Fuente: FVF                                                                      |  |    |    |      |

| Jugador              | Equipo | Autogoles |
| -------------------- | ------ | --------- |
| Bandera de Venezuela |        | 0         |
| Bandera de Venezuela |        | 0         |
| Bandera de Venezuela |        | 0         |

| Jugador                                                                                    | Equipo | Asistencias | PJ | Prom |
| Bandera de Venezuela                                                                       |        | 0           | 0  | 0.00 |
| Bandera de Venezuela                                                                       |        | 0           | 0  | 0.00 |
| Bandera de Venezuela                                                                       |        | 0           | 0  | 0.00 |
| Bandera de Venezuela                                                                       |        | 0           | 0  | 0.00 |
| Bandera de Venezuela                                                                       |        | 0           | 0  | 0.00 |
| Bandera de Venezuela                                                                       |        | 0           | 0  | 0.00 |
| Bandera de Venezuela                                                                       |        | 0           | 0  | 0.00 |
| Bandera de Venezuela                                                                       |        | 0           | 0  | 0.00 |
| Nota: * Incluye asistencias registradas en las Liguillas. * (A): Asistente Torneo Apertura |        |             |    |      |
| Última actualización: 17 de agosto de 2019                                                 |        |             |    |      |
| Fuente:FVF                                                                                 |        |             |    |      |

## Datos y estadísticas
- Primer gol de la temporada: Anotado por Jean Fuentes para el Deportivo La Guaira ante el Monagas S.C. (26 de enero de 2019)
- Gol más rápido:
- Gol más cercano al final del encuentro:

- Mayor victoria local: (0-0) (# de abril de 2020)

- Mayor victoria visitante: (0-0) (# de enero de 2020)

- Asistencia mas alta: (00.000)  (# de febrero de 2020)

### Tripletas, pókers o repokers
Aquí se encuentra la lista de tripletas o hat-tricks y póker de goles (en general, tres o más goles anotados por un jugador en un mismo encuentro) convertidos en la temporada.
| Fecha     | Jugador              | Goles                       | Local |  | Resultado |  | Visitante | Jornada              |
| --------- | -------------------- | --------------------------- | ----- |  | --------- |  | --------- | -------------------- |
| #/02/2020 | Bandera de Venezuela | Anotado · Anotado · Anotado |       |  | FVF       |  |           | Jornada 1 (Apertura) |
| #/03/2020 | Bandera de Venezuela | Anotado · Anotado · Anotado |       |  | FVF       |  |           | Jornada 1 (Apertura) |